# Прем'єр-майор
Прем'єр-майор (від лат. primus — перший і лат. major — великий-старший) — штаб-офіцерський чин в російської імператорської армії в 1731–1798 VIII класу в Табелі про ранги, та V класу для лейб-гвардії в 1748–1798. Був старшим за чин секунд-майора, та молодшим за чин  підполковника.

## Армія
Відповідно до статуту 1716 року, усі військові чини російської армії поділялися на 4 категорії: генералів, штаб-офіцерів, обер-офіцерів й унтер-офіцерів. Чин майора армії (окрім артилерії і інженерних військ) належав до штаб-офіцерів (до чинів «полкового штаба» належали офіцери від полковника до майора включно) додатково поділявся на два ступеня — прем'єр-майор і секунд-майор . Прем'єр-майор був помічником полковника, секунд-майор помічником його заступника підполковника. Завідував в полку стройовою та інспекторською службою. Прем'єр-майор був третьою посадовою особою в полку. Здійснював безпосереднє командування 1-м батальйоном полку, шефом якого був полковник. За відсутності керівника полку, міг керувати усім полком.
У 1798 році в усіх військах розподіл на прем'єр- та секунд-майорів було ліквідоване і відновлений єдиний майорський чин. Усі прем'єр- і секунд-майори стали майорами. 1827 року майори отримали, як знаки розрізнення, дві зірочки на штаб-офіцерські еполети.

## Гвардія
Обов'язки гвардійських офіцерів, збігалися з армійськими. Важливою різницею було те, що клас прем'єр-майора (V клас) дорівнював армійському бригадиру чи цивільному статському раднику. Найвищим чином гвардії був полковник.

## Цікаві факти

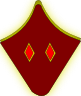
Петлиця на шинель старшого майора НКВС

Через 137 років, після скасування російського військового чину прем'єр-майор, в Радянських каральних органах НКВС (ГУДБ) з'являється в 1935 році спеціальне військове звання старший майор. Це звання дорівнювало загальновійськовому званню комдива РСЧА (дивізійний генерал). Ця різниця вказувала, на те яке велике значення (щодо армії та флоту) мали саме каральні органи держбезпеки для Комуністичної влади.